# Mata Redonda (San José)
Mata Redonda es el distrito octavo del cantón de San José en la provincia homónima. Se encuentra contenido entre los límites de la ciudad de San José y la mayor parte de su territorio es más conocido como «La Sabana». 
Mata Redonda, además de albergar el Parque Metropolitano La Sabana, se caracteriza por una constante modernización. En este distrito se concentran la mayoría de los proyectos verticales de la capital, entre ellos el Leumi Business Center, que, con sus 141 metros de altura y 38 pisos, se ha convertido en el edificio más alto de San José y de Costa Rica.
Dentro del distrito se encuentra el barrio Nunciatura, que destaca por su desarrollo residencial y comercial de alto nivel. Este barrio alberga el Parque República del Perú y edificaciones emblemáticas como el Hilton Garden Inn San José La Sabana y el complejo residencial Ü Nunciatura, uno de los edificios más altos del país con 26 pisos y 72,8 metros de altura.
En Mata Redonda se ubican instalaciones deportivas como el parque metropolitano La Sabana (donde se ubica el Estadio Nacional de Costa Rica), la Federación Costarricene de Fútbol y el Gimnasio Nacional de Costa Rica, además de las sedes centrales del Instituto Costarricense de Electricidad (ICE), el Ministerio de Agricultura y Ganadería, la Contraloría General de la República de Costa Rica y el Museo de Arte Costarricense. El distrito también cuenta con las instalaciones de 2 de las televisoras más importantes del país: Teletica y Multimedios.

## Historia

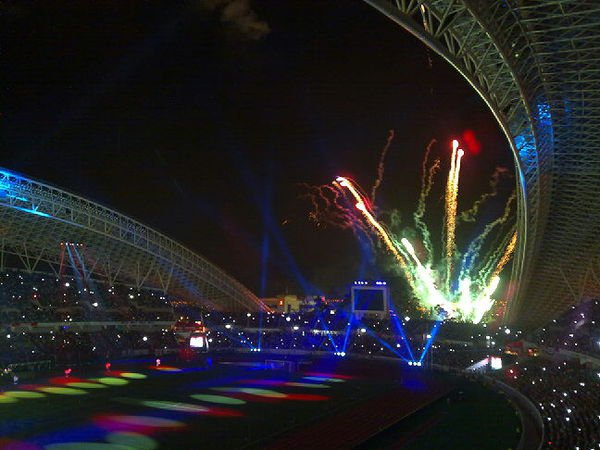
Inauguración del Estadio Nacional de Costa Rica el 26 de marzo del 2011

A finales del siglo XIX Mata Redonda estaba casi despoblada y llena de fincas de café. Estas tierras habían sido donadas en 1783 por el padre Manuel Antonio Chapuí para que la gente habitara en ellas y tuviera donde cultivar. Sin embargo, según Cleto González Víquez la administración del terreno fue desordenada al momento de distribuir solares, tierras de cultivo y potreros. Si bien había en el lugar una escuela desde 1887, fue designado distrito escolar hasta 1914 con el nombre de Osejo.
En 1924 es inaugura el Estadio Nacional, que luego sería demolido y reemplazado por el nuevo Estadio Nacional.
Especial atención merece la que es hoy conocida como parque metropolitano La Sabana. En ese sitio hubo un hipódromo y también el "Bosque de los niños". En 1936 el congreso declaró el sector como "zona internacional" y construyó allí el Aeropuerto Internacional La Sabana en el cual dejó de funcionar en 1955. En 1948 fue testigo del denominado "Desfile de la Victoria" en el cual las fuerzas del Ejército de Liberación Nacional celebraban la victoria de la Guerra Civil del 48 en el cual sale victorioso el expresidente José Figueres Ferrer. Desde 1953, la Sabana pasó a ser administrada por la Dirección General de Deportes y actualmente se encuentra las instalaciones del Instituto Costarricense del Deporte y la Recreación.
En 1959 se establece la primera institución de educación secundaria del distrito llamado Liceo Luis Dobles Segreda ubicado en Sabana Este. En la década de los 50's se inaugura el edificio central del Instituto Costarricense de Electricidad.
En 1978 el empresario Samuel Alejandro Sosa Rivero inaugura las instalaciones del Museo de Arte Costarricense en la antigua terminal aérea, que fue restaurada en 2009 por el deterioro. En 1975 se establecen las instalaciones de Televisora de Costa Rica S.A. ubicada en el sector de Sabana Oeste. Además La Sabana fue testigo de la primera visita del Papa Juan Pablo II en 1983.
En 2008 se inician las obras del nuevo Estadio Nacional de Costa Rica donado por la República Popular China en el cual fue inaugurado en el 2011.[cita requerida]

## Ubicación
Mata Redonda se ubica al oeste de San José. Sus límites son:
- Norte: Distritos de La Uruca y Pavas.
- Sur: Distrito de Hatillo.
- Este: Distritos de Hospital y Merced.
- Oeste: Río Tiribí y los cantones de Escazú y Alajuelita.

## Geografía
Mata Redonda cuenta con un área de 3,66 km² y una altitud media de 1125 m s. n. m.

## Demografía
Para el año 2022, Mata Redonda cuenta con una población estimada de 11 491 habitantes, y para el último censo efectuado, en 2011, Mata Redonda contaba con una población de 8313 habitantes.
Según el censo de 2011, 1860 habitantes del distrito Mata Redonda fueron nacidos en otro país (un 22,4 % del total de la población distrital), una reducción en comparación con las cifras del censo del año 2000, las cuales señalaban 2 001 personas nacidas en el extranjero. La mayoría (608 personas en 2011) reportaron haber nacido en Nicaragua. Los países más señalados por los residentes del distrito como país de procedencia se muestran a continuación a continuación.
| País de Nacimiento       | Total 2000 | % Extranj. | Total 2011 | % Extranj. |
| ------------------------ | ---------- | ---------- | ---------- | ---------- |
| Nicaragua                | 761        | 38,0       | 608        | 32,7       |
| Colombia                 | 144        | 7,2        | 278        | 14,9       |
| Estados Unidos           | 157        | 7,8        | 119        | 6,4        |
| Cuba                     | 89         | 4,4        | 78         | 4,2        |
| Chile                    | 16         | 0,1        | 55         | 0,3        |
| Nacidos en el Extranjero | 2 001      | 100,0      | 1 860      | 100,0      |

## Barrios

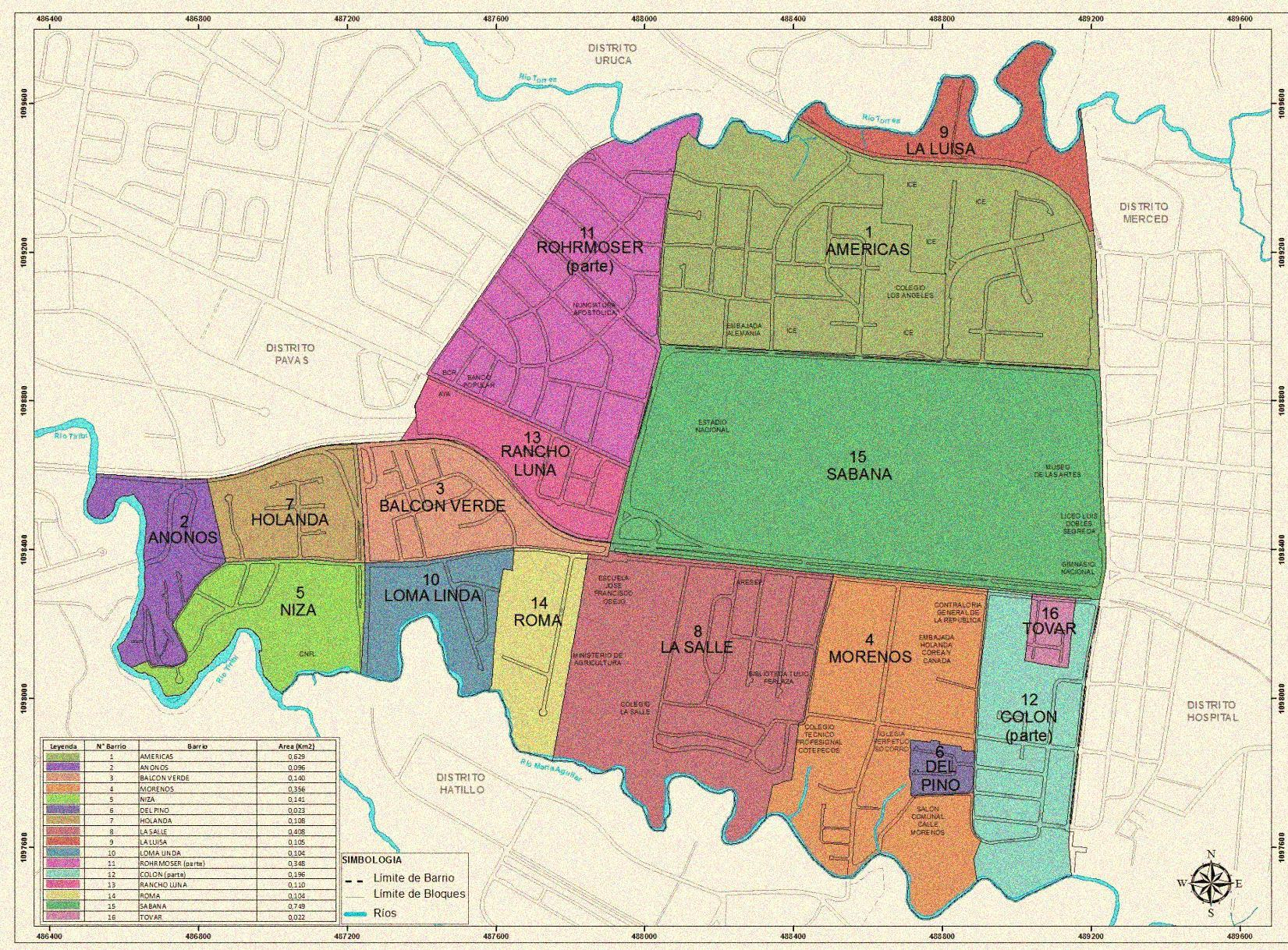

Mata Redonda se compone de los barrios: Américas, Bajo Cañada (parte), Balcón Verde, Colón (parte), Del Pino, Holanda, La Luisa, La Salle, Lomalinda, Morenos, Niza, Rancho Luna, Rohrmoser (parte), Nunciatura, Roma, Sabana, Tovar, Greivis.
Por otro lado, Sabana pese a estar segregado como un barrio no se encuentra habitado debido a que alberga en su totalidad al parque metropolitano La Sabana.

## Infraestructura

### Carreteras
En el distrito se movilizan aproximadamente el 30 % de los vehículos que ingresan a San José ya que es atravesado por dos de las más importantes carreteras del país como la carretera Próspero Fernández y la Autopista General Cañas que comunican el sector oeste del país con la ciudad capital. Además alberga el paseo Colón así como también una parte de la Circunvalación.
Al distrito lo atraviesan las siguientes rutas nacionales de carretera:
- Ruta nacional 1
- Ruta nacional 27
- Ruta nacional 39
- Ruta nacional 104
- Ruta nacional 167
- Ruta nacional 176
- Ruta nacional 177

### Ferrocarril
El Tren Interurbano administrado por el Instituto Costarricense de Ferrocarriles, atraviesa este distrito, la cual comunica el sector de Curridabat, San Pedro, Cartago y el sector este de San José a La Sabana, como también comunica el sector de Pavas y San Antonio.

## Concejo de distrito
El Concejo de distrito de Mata Redonda vigila la actividad municipal y colabora con los respectivos distritos de su cantón. También está llamado a canalizar las necesidades y los intereses comunales por medio de la presentación de proyectos específicos ante el Concejo municipal. La presidenta del Concejo del distrito es la síndica propietaria del Partido Liberación Nacional, Elba Dora Dellanoce Morales. El concejo del distrito se integra por:
| #                       | Partido                         | Nombre                            |
| Síndico propietario     | Síndico propietario             | Síndico propietario               |
| ----------------------- | ------------------------------- | --------------------------------- |
| 1                       | Partido Liberación Nacional     | Elba Dellanoce Morales            |
| Síndico suplente        |                                 |                                   |
| 2                       | Partido Liberación Nacional     | Greivin Chaves Quesada            |
| Concejales propietarios |                                 |                                   |
| 3                       | Partido Liberación Nacional     | Josué Oviedo Arce                 |
| 4                       | Partido Liberación Nacional     | María Elena Álvarez Herra         |
| 5                       | Alianza por San José            | María Vásquez Porras              |
| 6                       | Partido Unidad Social Cristiana | Juan José Segura Ramírez          |
| Concejales suplentes    |                                 |                                   |
| 7                       | Partido Liberación Nacional     | Margarita Eugenia Cordero Saborío |
| 8                       | Partido Liberación Nacional     | Eloy Miguel Obregón Rojas         |
| 9                       | Alianza por San José            | Carla Ovares Ortega               |
| 10                      | Partido Unidad Social Cristiana | David Morales Jiménez             |